# Leucoloma
Leucoloma là một chi rêu trong họ Dicranaceae.